# Knau
Knau è una frazione della città tedesca di Neustadt an der Orla.

## Storia
Il 1º gennaio 2019 venne aggregato al comune di Knau il comune di Bucha.
Il 31 dicembre 2019 il comune di Knau venne aggregato alla città di Neustadt an der Orla.